# Tolazolină
Tolazolina este un medicament utilizat ca vasodilatator, în tratamentul unor spasme ale vaselor sanguine periferice (acrocianoză). A fost utilizată ca antidot al vasoconstricției periferice severe induse de anumite droguri. Acționează ca antangonist neselectiv și competitiv al receptorilor α-adrenergic.
În medicina veterinară, tolazolina este utilizată pentru a inversa sedarea indusă de xilazină.